# Список дипломатических миссий Сент-Китса и Невиса
Список дипломатических миссий Сент-Китса и Невиса — островное восточно-карибское государство Сент-Китс и Невис обладает весьма ограниченным количеством дипломатических представительств за рубежом. В странах-членах Британского содружества представительства Сент-Китса и Невиса возглавляет высший комиссар в ранге посла.

## Азия
- Тайвань, Тайбэй (посольство)
- ОАЭ, Абу-Даби (посольство)

## Европа
- Великобритания, Лондон (высший комиссариат)

## Америка
- Канада, Оттава (высший комиссариат)
- Куба, Гавана (посольство)
- США, Вашингтон (посольство)
  - Лос-Анджелес (генеральное консульство)
  - Нью-Йорк (генеральное консульство)

## Африка
- Марокко, Рабат (посольство)

## Международные организации
- Брюссель (миссия при ЕС)
- Нью-Йорк (постоянная миссия при ООН)